# بترفلاى ماكوين
بترفلاى ماكوين (بالإنجليزية: Butterfly McQueen)‏ هي راقصة وممثلة أمريكية، ولدت في 7 يناير 1911 في الولايات المتحدة، وتوفيت في 22 ديسمبر 1995 بأتلانتا في الولايات المتحدة. من الجوائز التي نالتها جائزة إيمي داي تايم ‏ وعضوية قاعة مشاهير صناع السينما السود ‏ سنة 1975.

## أعمال

### أفلام
- (1939) ذهب مع الريح[8][9]
- (1945) ميلدرد بيرس
- (1986) ساحل البعوض

## جوائز
- جائزة إيمي داي تايم [الإنجليزية]‏
- عضوية قاعة مشاهير صناع السينما السود [الإنجليزية]‏ (1975)

## وصلات خارجية
- بترفلاى ماكوين على موقع IMDb (الإنجليزية)
- بترفلاى ماكوين على موقع ألو سيني (الفرنسية)
- بترفلاى ماكوين على موقع ميوزك برينز (الإنجليزية)
- بترفلاى ماكوين على موقع تيرنر كلاسيك موفيز (الإنجليزية)
- بترفلاى ماكوين على موقع أول موفي (الإنجليزية)
- بترفلاى ماكوين على موقع قاعدة بيانات برودواي على الإنترنت (الإنجليزية)
- بترفلاى ماكوين على موقع قاعدة بيانات الأفلام السويدية (السويدية)
- بترفلاى ماكوين على موقع إن إن دي بي (الإنجليزية)
- بترفلاى ماكوين على موقع ديسكوغز (الإنجليزية)
- بترفلاى ماكوين على موقع قاعدة بيانات الفيلم (الإنجليزية)